# Hallteiche

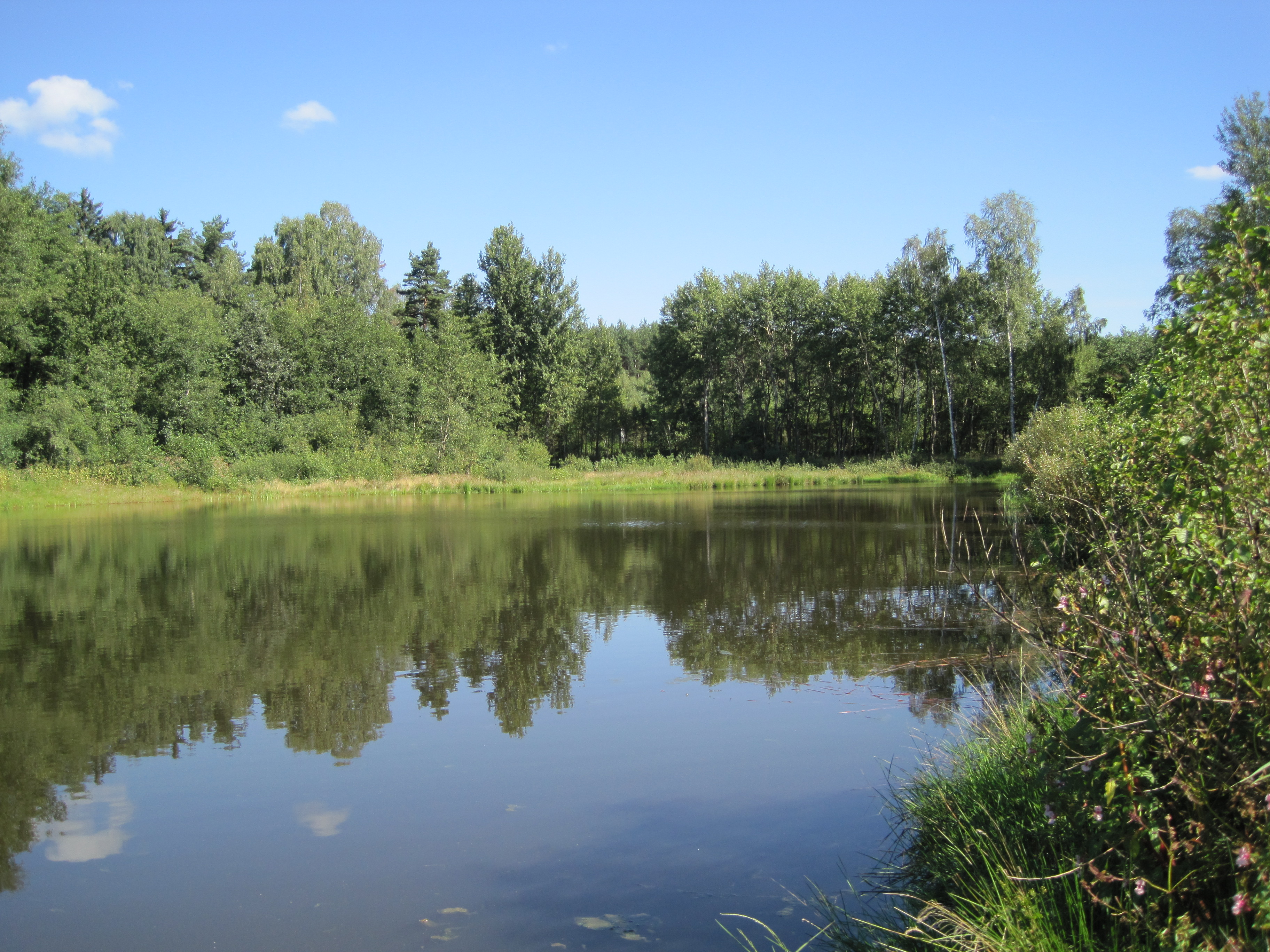
Ein Hallteich bei Rottmar im Sommer 2010

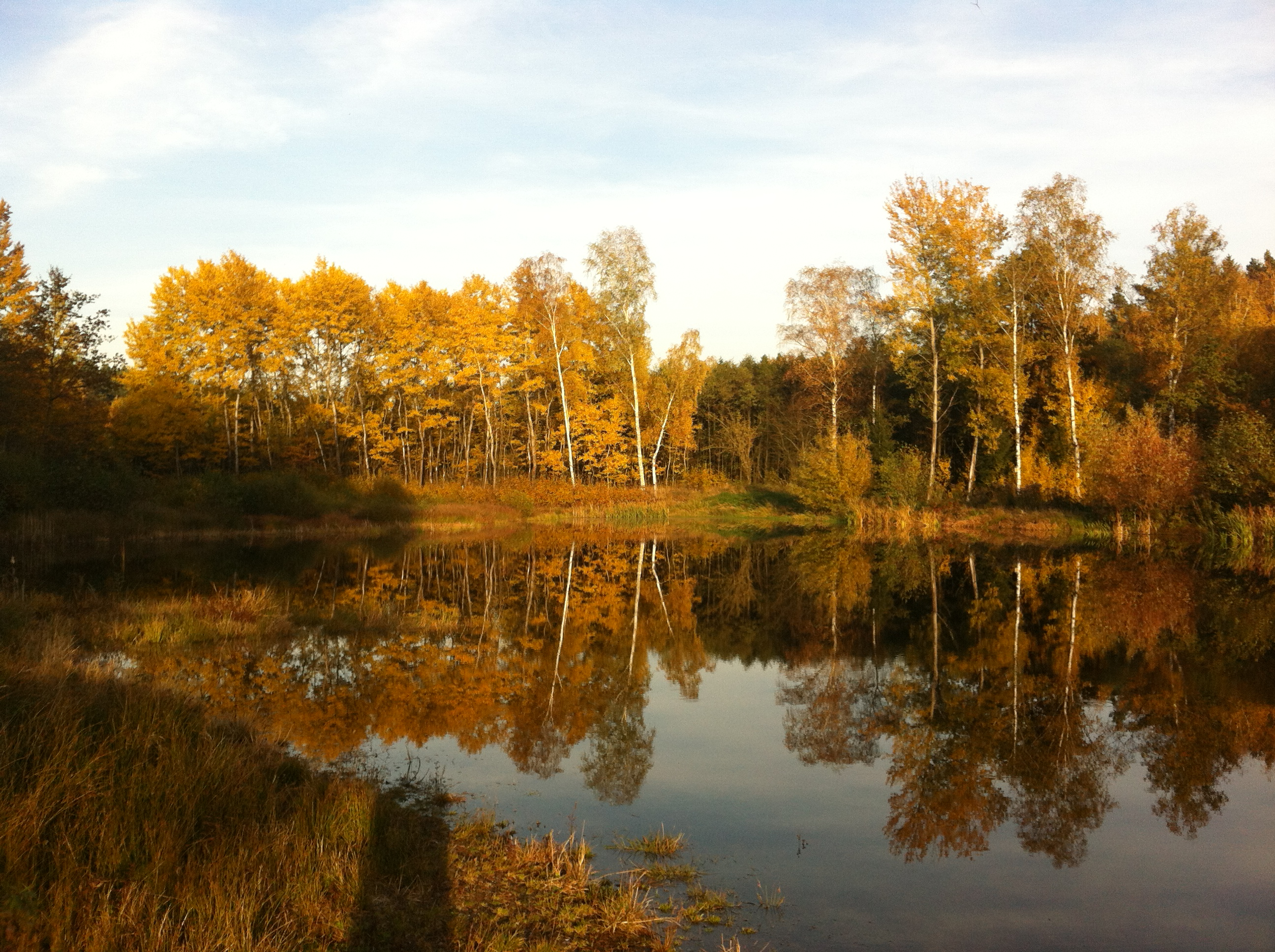
Einer der Hallteiche bei Rottmar im Herbst 2012

Die Hallteiche sind eine Gruppe von Teichen im Sonneberger Staatswald, Forst „Biene“, etwa 500 m östlich vom Ortsteil Rottmar der Gemeinde Föritztal.

## Geschichte
Bereits vor 1800 waren erste Fischteiche durch Eindeichung und Flutung von „Sauren Wiesen“ geschaffen worden. Die Mehrzahl der Teiche bei Oberlind und Rottmar verdankt ihre Entstehung der aufblühenden Ziegeleiindustrie im Sonneberger Raum im späten 19. Jahrhundert. 
Schon vor 1830 war am Ortsrand bei Oberlind eine Ziegelei in Betrieb. Nach dem Sonneberger Stadtbrand (um 1840) steigerte sich die Nachfrage nach Ziegeleiprodukten schlagartig.
Im Umkreis von 5 Kilometer um den Ort Rottmar lassen sich um 1880 bereits 5 Ziegeleien nachweisen, die für ihre Produktion die vor Ort anstehenden hochwertigen Tonvorkommen ausbeuteten. Weitere 50 meist kleine oder rinnenartige Gruben und Abbaufelder entstanden beim Eisenbahn- und Straßenbau (für Bahndämme) und für die Sandgewinnung (mglw. auch spezielle Sande für Glashütten). Nach der Stilllegung der Ziegeleien wurden einige der bereits vom Grundwasser gefluteten tiefliegenden Gruben zu Fischteichen, während die Mehrzahl der höher liegenden Abbaufelder von Wiederaufforstung oder Einplanierung betroffen waren.

## Renaturierung
Im September 2009 wurde der untere Hallteich (nahe Sportplatz) in Rottmar renaturiert. Zu diesem Zweck wurde das Gewässer entschlammt, der Teichboden mit mineralischer Tonschicht abgedichtet und eine neue Abflussregelung eingeführt. Seitdem führt der Teich das gesamte Jahr Wasser und es haben sich seltene Tier- und Pflanzenarten wieder angesiedelt.
In den Sommermonaten hat der untere Hallteich oft keinen Zulauf von frischem Wasser. Der Zufluss ist oft mehrere Monate ausgetrocknet. Das führt dazu, dass der Teich einen sehr niedrigen Wasserstand hat.

## Fauna
Das einzige Brutvorkommen des Zwergsumpfhuhns (Porzana pusilla) in Thüringen wurde 1912 von Oskar Tellgmann (1852–1920) bei den Hallteichen erwähnt.